# Ramon Jufresa i Lluch
Ramon Jufresa i Lluch (Barcelona, 18 d'abril de 1970) és un jugador d'hoquei sobre herba català, ja retirat, guanyador d'una medalla olímpica. És germà del també jugador d'hoquei Pere Jufresa.
Amb 22 anys va prendre part en els Jocs Olímpics d'Estiu de 1992 celebrats a Barcelona (Catalunya), on va aconseguir guanyar un diploma olímpic en la competició masculina d'hoquei sobre herba en finalitzar cinquena posició final. En els Jocs Olímpics d'Estiu de 1996 realitzats a Atlanta (Estats Units) va aconseguir guanyar la medalla de plata en aquesta competició. En els Jocs Olímpics d'Estiu de 2000 realitzats a Sydney (Austràlia), els seus últims Jocs Olímpics, finalitzà en novena posició. Al llarg de la seva carrera ha guanyat una medalla en el Campionat del Món d'hoquei sobre herba.
A nivell de clubs tota la seva carrera al Club Egara de Terrassa, amb qui guanyà set Lligues espanyoles (1992, 1993, 1996 i 1998-2001), quatre Copes del Rei (1993, 1998, 1999, 2000) i cinc Campionats de Catalunya (1994, 1998-2001).